# Dar es Salaam Stock Exchange
Die Dar es Salaam Stock Exchange (DSE, deutsch: Börse Daressalam) ist die einzige Börse Tansanias. Sie hat ihren Sitz in der tansanischen Metropole Daressalam und wurde 1996 gegründet. Der erste Handelstag war allerdings erst im April 1998.
Sie war von Beginn an eine der kleinsten Börsen weltweit. Am ersten Handelstag war nur ein Unternehmen gelistet, die Tanzania Oxygen Ltd. Die Marktkapitalisierung betrug zum Ende des ersten Handelstags gerade einmal 10,15 Millionen US-Dollar. An der Börse wird in Tansanischen Schilling gehandelt. Seit Oktober 2002 dürfen auch ausländische Investoren an der Börse handeln.

## Notierte Unternehmen
Die gelisteten Unternehmen sind:
- CRDB Bank
- DCB Commercial Bank
- East African Breweries
- Jatu
- Jubilee Holdings
- Kenya Airways
- KCB Group
- Maendeleo Bank
- Mwalimu Commercial Bank
- Mkombozi Commercial Bank
- Mufindi Community Bank (MuCoBa)
- National Investment Company
- NMB Bank (vor 2018: National Microfinance Bank)
- Nation Media Group
- Precision Air Services
- Swala Oil and Gas
- Swissport Tanzania
- Tanzania Breweries
- Tanzania Cigarette Company (zu JT International)
- Tanga Cement
- TCCIA Investment Company
- TOL Gases
- Tanzania Portland Cement Company (zu Scancem)
- Tanzania Tea Packers (Tatepa)
- Uchumi Supermarkets
- Vodacom Tanzania
- Yetu Microfinance Bank

(Stand: Ende 2020)

## Mitgliedschaften
Die Börse ist Mitglied in:
- World Federation of Exchanges[1]
- African Securities Exchanges Association
- Sustainable Stock Exchanges Initiative